# روونی
روونی (به صربی: Rovni) یک روستا در صربستان است که در والیفو واقع شده‌است.
 روونی  ۱۶۹ نفر جمعیت دارد.